# الاتحاد التونسي للشغل
الاتحاد التونسي للشغل هو منظمة نقابية تونسية منشقة عن الاتحاد العام التونسي للشغل وقد ظهرت في ديسمبر 1956م إلا أنها لم تستمر إلا بضعة أشهر. تأسست هذه المنظمة بدفع من الرئيس الحبيب بورقيبة الذي أزعجه صعود أحمد بن صالح مرة أخرى على رأس الاتحاد العام التونسي للشغل خلال مؤتمره المنعقد في سبتمبر 1956م. وكان من أبرز مؤسسيها الحبيب عاشور الذي تولى أمانتها العامة إلى جانب نقابيين آخرين من بينهم عبد العزيز بوراوي ومحمد كريّم.